# Sidsel Ben Semmane
Sidsel Ben Semmane, född 9 oktober 1988 i Köpenhamn, är en dansk sångerska.
Hon vann den 11 februari 2006 den danska uttagningen till Eurovision Song Contest 2006 med låten Twist of Love skriven av Niels Drevsholt. Hon var den yngsta artisten (17 år) som deltog i Dansk Melodi Grand Prix det året.
Sidsel kommer från den lilla orten Adslev i Hørning kommun söder om Aarhus. Hennes mamma är halvalgerisk vilket gör henne en kvarts algerian.